# Khrystynivka
Khrystynivka (em ucraniano:   Христи́нівка; em russo:   Христи́новка) é uma cidade da Ucrânia, situada no Oblast de Tcherkássi. Tem 13 km² de área e sua população em 2020 foi estimada em 10.246 habitantes.